# 邱晴
邱晴（Yau Ching，1999年9月14日—），香港電視節目主持人及電視劇演員，《big big channel落選香港小姐競選》冠軍。前無綫電視藝員。

## 經歷

### 早年
邱晴中學時期就讀於博愛醫院陳楷紀念中學，並居住於沙田區大圍美田邨。她在2017年應考香港中學文憑考試，但考試成績較預期遜色。然而，她曾表示自己於在學期間並未考慮參選香港小姐，故不認為因此影響考試成績，同時亦會考慮報讀其他進修課程。
另一方面，邱晴於2015年10月29日曾被臨時推薦參加酒商選美活動，由於其舞台表現與其他參賽者有所不同，因而獲得獎項。

### 參加選美
邱晴參加2017年度香港小姐競選，由於在面試時被稱為「嫩版李珊珊」而被廣受關注，而邱晴亦以17歲的年齡，成為該年度香港小姐中，年紀最輕參賽佳麗。
2017年8月14日，無綫電視於將軍澳舉行《香港小姐十強誕生》記者會，邱晴除獲晉身十強外，亦獲無綫電視安排擔任為「美麗導師」的藝人苗僑偉選為其學生，而苗僑偉亦即時勉勵邱晴，表示雖然要訓練邱晴的難度會較其他佳麗為高，但相信經訓練之後，會提升邱晴的自信心。邱晴其後接受雜誌訪問時，而被問及能否晉身三甲，她相信其導師苗僑偉能作協助，亦由於自己較其他佳麗年輕，故此也能把自己發揮得無可限量。
另一方面，邱晴對繪畫亦十分感興趣，在香港小姐於台北進行外景拍攝期間，邱晴亦曾在記者面前在筆記簿上當眾繪畫。
2017年9月3日，無綫電視舉行《香港小姐競選》決賽，惟邱晴因僅差一票而無緣五強，但她在大會賽後的視頻直播中，則被選為「落選港姐冠軍」，並獲頒發獎座。

### 成為藝員
2017年9月11日，正式入讀第29期無綫藝員訓練班，半年後成為經理人合約藝員。2020年5月改為基本藝人合約，可亮相其他電視台工作，首個節目是viutv綜藝《家務戰場》。 在家務戰場中因港女性格被人稱為「老鼠屎」。
2021年1月正式離開無綫。

## 演出作品

### 電視劇（無綫電視）
- 2018年：愛·回家之開心速遞 飾 Dorothy（第434集、第439集、第475集、第476集）
- 2018年：是咁的，法官閣下 飾 文理大學學生
- 2018年：兄弟 飾 拳賽女郎（第18集）
- 2019年：白色強人 飾 護士（第14-15集）
- 2019年：街坊財爺 飾 記者（第11集）
- 2019年：金宵大廈 飾 美女（第17集）
- 2019年：愛·回家之開心速遞 飾 朱珠貞（第623集、第650集、第737集）
- 2019年：堅離地愛堅離地（海外首播）飾 青年
- 2020年：愛·回家之開心速遞 飾 模特兒（第882集）
- 2020年：那些我愛過的人 飾 熱火拳館學員（第1、2、3、6、8、9、11、16、18集）
- 2020年：愛·回家之開心速遞 飾 香港島大學女學生（第956集）
- 2021年：愛美麗狂想曲 飾 豆豆（第19、20集）
- 2021年：寶寶大過天 飾 索女（第21集）
- 2021年：換命真相 飾 鍵盤手（第24集）

### 綜藝節目（無綫電視）
- 2017年：再親我好媽 演出（同學）
- 2017年11月15日：我愛EYT 第4集 演出
- 2018年6月18日及22日：兄弟幫 (Big Boys Club) 第2122-2123集 嘉賓
- 2018年6月27日：今日VIP 嘉賓
- 2018年10月21日：安樂蝸 第405集 嘉賓
- 2018年6月至12月：美女廚房 (第三輯) 美女學徒
- 2018年10月15日：TVB 50+1周年再出發 演出
- 2019年1月28日：今日VIP 嘉賓
- 2019年9月8日：2019年度香港小姐競選 200位星級評判團之一
- 2019年11月19日：珍惜香港 發放娛樂 TVB 52年 演出，並奪得52萬台慶大獎 [5]
- 2020年2月9日：安樂蝸 第472集 嘉賓
- 2020年2月10日：姊妹淘 第三輯第91集 嘉賓

### 綜藝節目（ViuTV）
- 2021年：家務戰場
- 2021年2月17日：開運旅神團 第13集 嘉賓

### 綜藝節目（香港開電視）
- 2021年7月12日：一秒廚神 嘉賓

### 主持節目（無綫電視）
| 首播                 | 節目名        | 備註 |
| 2018年2月至2020年6月 | Think Big天地 | 主持 黃碧蓮、鍾君揚、單文柔、馬俊傑、鍾晴、何依婷、伍樂怡、鄧家禮、曾展望、徐文浩、王虹茵、黃紫恩、梁敏巧、吳佩隆及陳嘉慧；「精靈庭園」角色為晴天精靈兼為「聰明貓」配音 |
| 2019年1月至2020年4月 | Big Big小明星 | 主持 黃碧蓮、鍾君揚、單文柔、馬俊傑、鍾晴、何依婷、伍樂怡、鄧家禮及王虹茵                                                                                               |

## 曾獲獎項與提名
| 年份   | 獎項                                                 | 結果 |
| 2017年 | 2017年度香港小姐競選 big big channel落選香港小姐冠軍 | 獲獎 |

## 外部連結
- 邱晴的Instagram帳戶
- 邱晴的Facebook專頁